# Domicilio coatto
Il domicilio coatto era una misura di prevenzione prevista dall'ordinamento giuridico italiano durante il regno d'Italia. Introdotto con la Legge Pica nel 1863 e via via modificato venne sostituito col confino nel 1926.

## Storia

### Dalla Legge Pica al Testo unico del 1889
Sebbene norme simili in tema fossero già previste dalle leggi borboniche del Regno delle Due Sicilie nei confronti dei cosiddetti “attendibili” (sospettati politici), questa misura era stata prevista nel Regno di Sardegna dalla legge di pubblica sicurezza del 1859 per essere poi abolita nel 1861. La necessità di combattere il brigantaggio postunitario italiano nel meridione indusse il Regno d'Italia a reintrodurre il domicilio coatto con la legge Pica (15 agosto 1863)
L'art. 5 della legge prevedeva che “Il Governo avrà [...] facoltà di assegnare, per un tempo non maggiore di un anno, un domicilio coatto agli oziosi, ai vagabondi, alle persone sospette, secondo la designazione del Codice penale, nonché ai camorristi e sospetti manutengoli, dietro parere di Giunta composta del Prefetto, del Presidente del tribunale, del Procuratore del Re, e di due Consiglieri Provinciali”
Tuttavia secondo lo storico Giorgio Candeloro le Giunte: 
La misura del domicilio coatto veniva poi confermata nella legge Lanza del 1865 e successivamente sistematizzata nel testo unico di pubblica sicurezza del 30 giugno 1889, n. 153. La sanzione poteva andare da uno a cinque anni ed era comminata da una commissione composta dal prefetto, dal presidente del tribunale (o suo delegato),  dal procuratore del re, dai capi provinciali della P.S. e dei regi carabinieri. Il luogo del domicilio coatto era stabilito dal ministro dell'interno, era consentito ricorrere ad una commissione d'appello ma il ricorso non sospendeva l'esecuzione immediata del provvedimento.

### Le "leggi antianarchiche"
Nel luglio 1894 a seguito delle agitazioni dei Fasci siciliani, dei Moti di Lunigiana, del fallito attentato contro il Presidente del consiglio Francesco Crispi (posto in atto dall'anarchico Paolo Lega) e sull'onda dell'emozione suscitata dall'uccisione del Presidente francese Sadi Carnot da parte dell'anarchico italiano Sante Caserio il Parlamento varò tre leggi repressive definite come Leggi antianarchiche.
Tra queste la legge 19 luglio 1894, n. 316 inaspriva le norme già in vigore sul domicilio coatto. La legge consentiva di assegnare al domicilio coatto da uno a cinque anni le persone sospette secondo la legge di pubblica sicurezza e quelle condannate per reati con materie esplodenti (art. 1). Coloro che avessero “manifestato il deliberato proposito di commettere vie di fatto contro gli ordinamenti sociali” (art.3) potevano essere inviate al domicilio coatto fino a tre anni. La commissione provinciale veniva snellita ed era ora composta dal presidente del tribunale, dal procuratore del re e da un consigliere di prefettura. In caso di necessità si poteva procedere all'arresto preventivo delle persone designate per il domicilio coatto. Continuava a sussistere la possibilità di un ricorso (non sospensivo) alla commissione centrale
La legge aveva efficacia fino al 31 dicembre 1895 ma venne poi via via prorogata e successivamente mantenuta a seguito dei Moti popolari del 1898.
Nell'Età giolittiana il domicilio coatto continuò ad esistere, volto però quasi esclusivamente a colpire la criminalità comune.

### La normativa fascista
Con l'istaurazione della dittatura fascista la norma venne ulteriormente modificata con l'introduzione della misura del confino nel testo unico delle leggi di pubblica sicurezza del 6 novembre 1926 n. 1848, e ripresa nel testo unico delle leggi di pubblica sicurezza nel 1931 come confino di polizia.

## I luoghi
Nel 1894 dopo la repressione dei Fasci siciliani vennero inviate al domicilio coatto 1962 persone distribuite prevalentemente tra 
le isole di Ustica, Lipari, Pantelleria, Ponza, Favignana, Lampedusa, Tremiti, Ventotene e la Rocca di Porto Ercole al Monte Argentario.
Crispi ipotizzò anche l'invio di coatti nelle Isole Dahlak in Eritrea ma l'idea venne abbandonata dopo la relazione degli ispettori inviati sul posto a cui le isole 
Negli anni successivi, di conseguenza, si continuarono ad utilizzare a questo scopo località italiane. Mentre nelle isole i coatti disponevano di una relativa libertà di movimento a Porto Ercole "erano trattati come reclusi, senza possibilità di lavoro e in condizioni ambientali, igieniche e disciplinari peggiori che in qualsiasi penitenziario". Queste condizioni di detenzione provocarono polemiche da parte dell'opposizione. In particolare il deputato Felice Cavallotti pubblicò il 12 maggio 1895 sul Secolo un rovente memoriale intitolato Da Quarto a Port'Ercole.

## Memorialistica
Esistono diverse opere di memorialistica scritte da ex coatti politici tra cui:
- Amedeo Boschi, Ricordi di Lipari,  Ricordi del domicilio coatto (1954)
- Pietro Calcagno, Verso l'esilio (1905)
- Ettore Croce, A domicilio coatto. Appunti di un relegato politico (1899), Nel domicilio coatto. Noterelle di un relegato (1900)
- Adamo Mancini, Memorie di un anarchico (1914)